# ウニの貝焼き

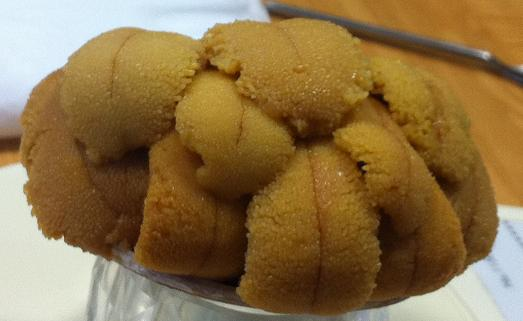
ウニの貝焼き

ウニの貝焼き（ウニのかいやき）は、ウニの身をホッキ貝の殻に盛り付け、蒸し焼きにした福島県いわき市の郷土料理である。

## 概要
新鮮なムラサキウニを刃物で2分し生殖巣を取出し洗浄・水切り後ホッキ貝の殻に4〜5個丹念に盛りあげ、石を敷いた鍋で焦げないように蒸し焼きにする。味は、生ウニとは全く異なった食感で、磯のかおりを含みしっかりとした甘みがあり酒の肴としても相性がよい。好みによって醤油やわさび醤油をつけて食べるとより一層美味しく食べることができる。
いわき市の各浜では殻長を5cmに統一しウニの生殖巣を60〜70g程度盛りつけ製品化しており、例年5月上旬のウニ漁解禁にあわせ同月中旬から流通しはじめるが、浜の職人がひとつひとつ丹念に作り上げるため地元産の生産量は少なくほとんど市外に流通せず高価で貴重なものとなっている。
いわき市のウニの貝焼きは江戸時代の末期ごろ日持ちしないウニを保存するために作られたのが始まりとされる、類似する郷土料理として、岩手県にはアワビの殻にウニを入れて焼く「焼きカゼ」が、茨城県北茨城市には、はまぐりの貝殼にウニを盛って炭火で焼いた「焼きガゼ」などがある。